# ベイ郡 (フロリダ州)

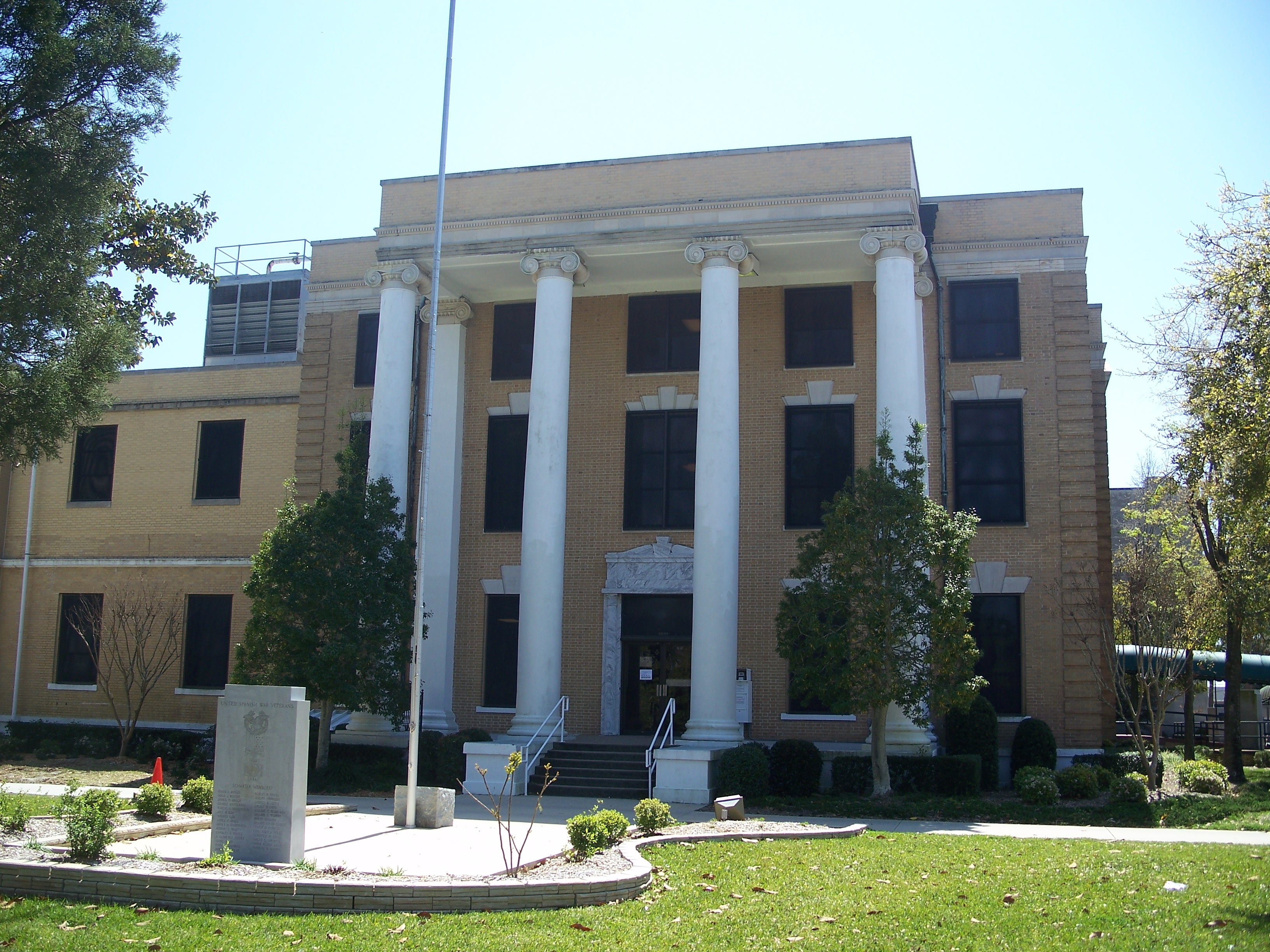
ベイ郡庁舎

ベイ郡（英: Bay County）は、アメリカ合衆国フロリダ州の西部に位置する郡である。人口は17万5216人（2020年）。郡庁所在地はパナマシティであり、同郡で人口最大の都市である。ベイ郡は白砂の海岸とクリスタルブルーの海で知られ、年間を通じてイルカの大群が泳ぐ姿を見られる。毎年世界中から数十万人の観光客を惹きつけている。
ベイ郡はその全体で、アメリカ合衆国行政管理予算局の定義する大都市統計地域の1つであるパナマシティ大都市圏を構成している。この大都市統計地域はアメリカ合衆国国勢調査局などの機関が統計目的で利用している。パナマシティ市がこの主要都市に指定されている。1981年にまずパナマシティ標準大都市統計地域が指定され、2003年にリンヘイブンが主要都市に追加され、2008年11月20日にパナマシティビーチが追加されたが、2013年に再びパナマシティのみが主要都市に指定され、現在の名称になった。

## 歴史
1913年2月12日、セントアンドリュース湾沿いの5つの町の代表がパナマシティに集まり、新郡の名前を選択した。ベイ郡という名前は市民の大多数が満足し、領域の特徴を表すものだったので選定された。1913年7月1日、ワシントン郡、カルフーン郡、ウォルトン郡のそれぞれ一部を合わせ、州議会によってベイ郡が設立された。
ベイ郡では「ギデオン対ウェインライト事件」の裁判が行われ、刑法犯罪で告発された者は全て弁護士を要求する権利が認められた。

## 地理
アメリカ合衆国国勢調査局に拠れば、郡域全面積は1,033.2平方マイル (2,675.9 km2)であり、このうち陸地758.5平方マイル (1,964.4 km2)、水域は274.7平方マイル (711.5 km2)で水域率は26.59%である。

### 隣接する郡
- ワシントン郡 - 北
- ジャクソン郡 - 北東
- カルフーン郡 - 東
- ガルフ郡 - 南東
- ウォルトン郡 - 西

### 国立保護地域
- アパラチコラ国立の森（部分）

## 人口動態
以下は2000年国勢調査による人口統計データである。
| 基礎データ - 人口: 148,217人 - 世帯数: 59,597 世帯 - 家族数: 40,466 家族 - 人口密度: 75人/km2（194人/mi2） - 住居数: 78,435軒 - 住居密度: 40軒/km2（103軒/mi2） 人種別人口構成 - 白人: 84.17% - アフリカン・アメリカン: 10.64% - ネイティブ・アメリカン: 0.78% - アジア人: 1.73% - 太平洋諸島系: 0.08% - その他の人種: 0.66% - 混血: 1.94% - ヒスパニック・ラテン系: 2.42% 年齢別人口構成 - 18歳未満: 24.0% - 18-24歳: 8.7% - 25-44歳: 30.2% - 45-64歳: 23.7% - 65歳以上: 13.4% - 年齢の中央値: 37歳 - 性比（女性100人あたり男性の人口） - 総人口: 98.1 - 18歳以上: 95.8 | 世帯と家族（対世帯数） - 18歳未満の子供がいる: 30.6% - 結婚・同居している夫婦: 52.0% - 未婚・離婚・死別女性が世帯主: 12.0% - 非家族世帯: 32.1% - 単身世帯: 26.0% - 65歳以上の老人1人暮らし: 8.8% - 平均構成人数 - 世帯: 2.43人 - 家族: 2.92人 収入と家計 - 収入の中央値 - 世帯: 36,092米ドル - 家族: 42,729米ドル - 性別 - 男性: 30,116米ドル - 女性: 21,676米ドル - 人口1人あたり収入: 18,700米ドル - 貧困線以下 - 対人口: 13.0% - 対家族数: 9.8% - 18歳未満: 18.3% - 65歳以上: 11.0% |

## 都市と町

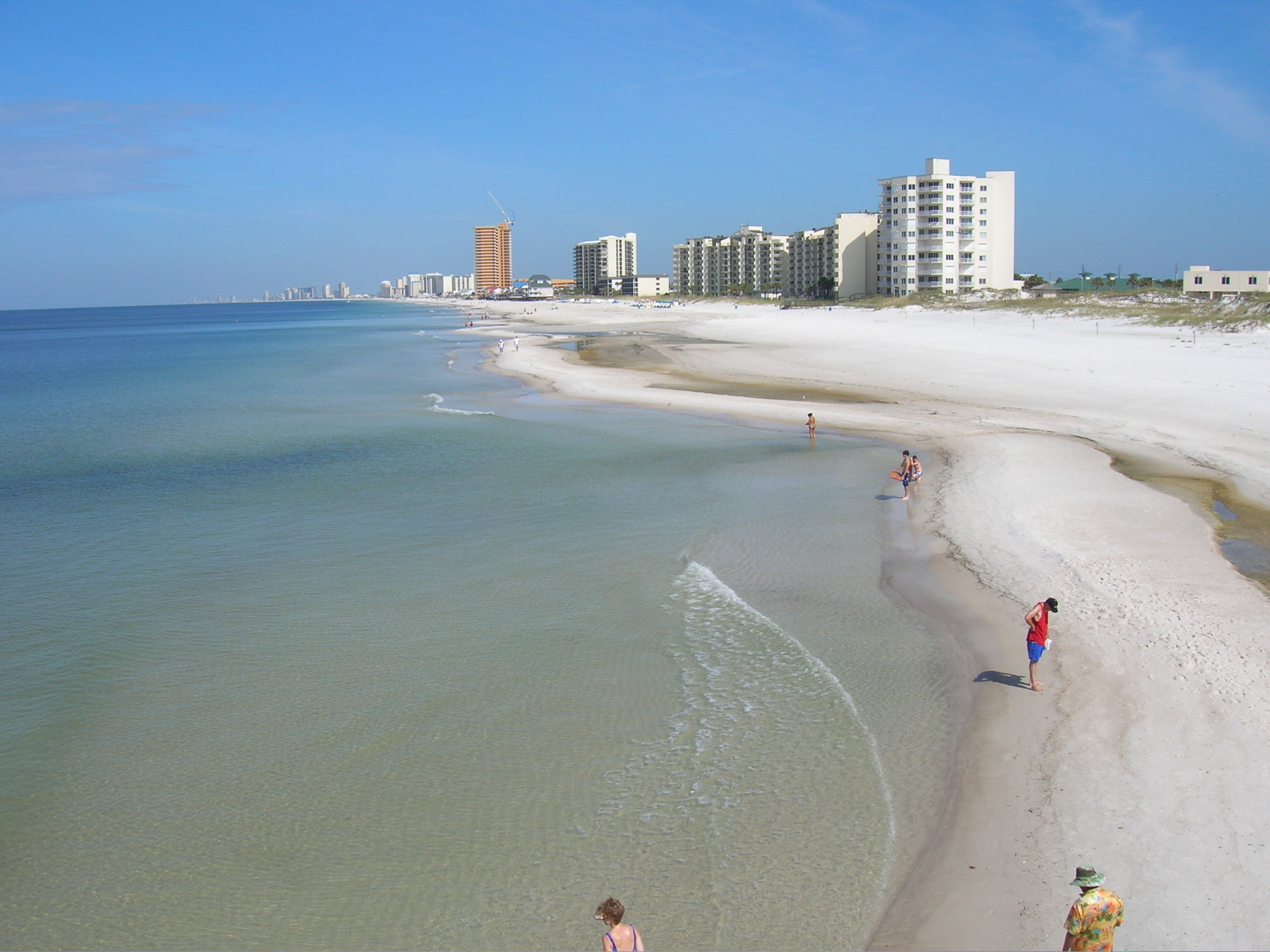
パナマシティビーチ

### 法人化自治体
- パナマシティ - 郡庁所在地
- パナマシティビーチ
- キャラウェイ
- リンヘイブン
- メキシコビーチ
- パーカー
- スプリングフィールド

### 国勢調査指定地域
- シーダーグローブ
- ラグナビーチ
- ローワーグランドラグーン
- プリティバイユー
- ティンドール空軍基地
- アッパーグランドラグーン

### 未編入の町
- バイユージョージ
- ファウンテン
- サンタモニカ
- サウスポート
- サニーサイド
- ヴィックスバーグ
- ヤングスタウン

## 政治
| 年     | 共和党 | 民主党 | その他 |
| ------ | ------ | ------ | ------ |
| 2012年 | 71.0%  | 27.52% | 1.48%  |
| 2008年 | 69.7%  | 29.1%  | 1.2%   |
| 2004年 | 71.2%  | 28.1%  | 0.7%   |
| 2000年 | 65.7%  | 32.1%  | 2.2%   |
| 1996年 | 54.9%  | 33.0%  | 12.1%  |
| 1992年 | 50.0%  | 28.1%  | 21.9%  |
| 1988年 | 72.5%  | 26.5%  | 1.0%   |

## 教育
メキシコビーチを除く郡全体の公共教育はベイ教育学区が管轄している。メキシコビーチはガルフ郡教育学区が管轄している。

### 政府関連
- Bay County Board of County Commissioners
- Bay County Supervisor of Elections
- Bay County Property Appraiser
- Bay County Sheriff's Office
- Bay County Tax Collector

### 特殊地区
- Bay District Schools
- Beach Mosquito Control District
- Northwest Florida Water Management District
- Panama City-Bay County Airport and Industrial District

### 司法関連
- Bay County Clerk of Courts
- Circuit and County Court for the 14th Judicial Circuit of Florida serving Bay, Calhoun, Gulf, Holmes, Jackson and Washington counties

### 観光
- Panama City Beach Convention and Visitors Bureau

### メディア
- Panama City News Herald
- 94.5 WFLA - FOX NEWS RADIO
- WYOO Talk Radio 101
- WMBB TV 13
- WJHG TV 7

座標: 北緯30度14分 西経85度38分 / 北緯30.24度 西経85.63度